# Pablo Álvarez López
Pablo Emiliano Álvarez López (Buenos Aires, 14 de marzo de 1978) es Licenciado en Ciencia Política, egresado de la Universidad de la República y político uruguayo perteneciente al Frente Amplio. Fue diputado por el Departamento de Montevideo en el período 2005-2010. Se desempeñó como director general del Ministerio de Educación y Cultura, entre 2010 y 2015

## Biografía
Nacido en Buenos Aires, hijo de padres uruguayos que emigraron a Argentina en búsqueda de trabajo. Creció en Malvín Norte, cerca del Parque Rivera junto a sus padres y sus dos hermanos.
Su primer año de estudios lo realizó en la escuela N.º 249, mientras que el resto de sus estudios primarios (de segundo hasta sexto año) los realizó en la escuela Experimental de Malvín. Cursó los primeros cuatro años de educación secundaria en el liceo N.º 31 y los últimos dos, en el IAVA.
Posteriormente ingresó a la Facultad de Ciencias Sociales de la Universidad de la República como estudiante de la Licenciatura en Ciencias Políticas.
Fue militante político desde la escuela secundaria y participó activamente en las ocupaciones de los liceos en contra de la reforma educativa de Rama en el año 96. Como estudiante universitario fue militante y dirigente de la Federación de Estudiantes Universitarios del Uruguay, donde ocupó el cargo de Secretario de Relaciones Internacionales, cargo que tuvo que abandonar en ocasión de la campaña electoral del 2004.
En esta misma campaña es cuando el Frente Amplio alcanzó por primera vez el gobierno, y Pablo Álvarez fue elegido Diputado por el Movimiento de Participación Popular (MPP) por el departamento de Montevideo para el periodo 2005-2010; fue el diputado más joven de la legislatura, al asumir el cargo con tan solo 26 años.
En su legislatura presidió la Comisión Especial de Innovación,Investigación, Ciencia y Tecnología, asimismo se integró en la Comisión de Educación y Cultura, Comisión Especial de Población y Desarrollo Social.
En 2008 se aleja del Movimiento de Participación Popular (MPP) junto a otros integrantes del mismo, con los cuales ya habían fundado la  Corriente de Acción y Pensamiento Libertad (CAP- L) como el actual ministro de Defensa Eleuterio Fernández Huidobro y el senador Luis Rosadilla. En el mismo año, fue elegido por el  entonces presidente Tabaré Vázquez para hacer pública su voluntad de no promover una reforma constitucional en búsqueda de su reelección, despejando de esta manera los rumores que corrían en la interna del Frente Amplio acerca de esta posibilidad.
El 24 de agosto de 2010, fue designado por el ministro de Educación y Cultura Ricardo Ehrlich como director general, después de que  Alejandro Zavala dejara el puesto. El 23 de junio de 2014, decide alejarse de la Corriente de Acción y Pensamiento-Libertad junto a otros integrantes de la misma. Es fundador del Frente en Movimiento (Movimiento 764) que integra el Frente Amplio y que presentó lista propia en las elecciones nacionales del 26 de octubre de 2014, siendo Álvarez su primer candidato a diputado.
Entre los años 2015 y 2017 fue coordinador general de la Oficina de Planeamiento y Presupuesto,  durante la dirección de dicho organismo por parte del Cr. Álvaro García.
En 2024 participó como observador de las elecciones venezolanas y declaró "Mirando el proceso electoral de Uruguay, y mirando este proceso, te diría que me parece más transparente, o más seguro que el nuestro en última instancia", dijo Álvarez en una entrevista con el programa Así nos va (Radio Carve).  Cabe destacar que dichas elecciones venezolanas han sido cuestionadas por falta de trasparencia y el fraude electoral realizado por el dictador Nicolás Maduro.